# Schweizer Nationalgestüt

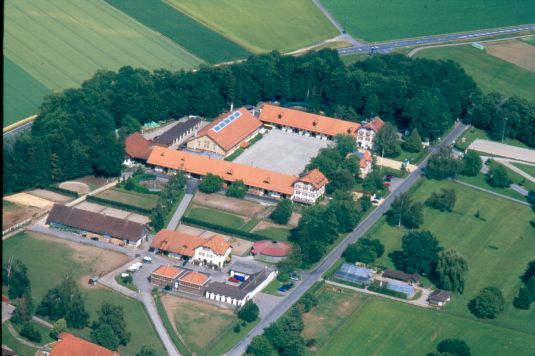
Blick auf das Nationalgestüt

Das Schweizer Nationalgestüt befindet sich in Avenches im Kanton Waadt. Es wurde 1899 gegründet und wird seit dem Jahr 2000 als Kompetenzzentrum für die Haltung und Zucht von Pferden geführt und dient auch der Unterstützung und Förderung der Freibergerpferde, der Aus- und Weiterbildung und der Forschung.

## Geschichte
Bereits im Jahre 1874 wurde in Thun ein eidgenössischer Fohlenhof eingerichtet, der der Aufzucht von Zuchthengstanwärtern diente. Im Jahre 1899 folgte dann die Gründung des «eidgenössisches Fohlen- und Hengstdepot» in Avenches. Die Entwicklung hin zu einem Gestüt, das sich auch dem Erhalt des Freibergerpferdes widmete, erhielt im Jahre 1927 einen wichtigen Impuls, als erstmals 10 Stuten dieser leichten Kaltblutrasse zur Zucht nach Avenches kamen. Mit der Auflösung der Schweizer Kavallerie im Jahre 1972 verlor das Gestüt seine militärische Bedeutung, 1994 wurde das Gestüt restrukturiert und der Landwirtschaftsbetrieb des Gestüts privatisiert. 1998 erfolgte der Namenswechsel von «eidgenössischem Gestüt» zum «schweizerischen Nationalgestüt». Einschneidend war auch der Bundesratsbeschluss von 2000, der für die Führung des Gestüts einen Leistungsauftrag erteilte und ein Globalbudget festlegte. Im Jahre 2009 folgte die Verschmelzung des Gestüts mit der landwirtschaftlichen Forschungsanstalt Agroscope Liebefeld-Posieux zur ALP-Haras.

## Freiberger
Das Schweizer Nationalgestüt beschickt mit rund 60 Freiberger Deckhengsten rund 17 Deckstationen in der Schweiz und eine in Marbach in Deutschland. Das Gestüt verfügt über eine Samenbank zur Sicherung des Fortbestandes der Rasse.

## Trivia
Im Jahre 1969 kam das erste mit Gefriersamen gezeugte Fohlen im Gestüt zur Welt. Es erhielt den Namen «Icecream».

## Bilder

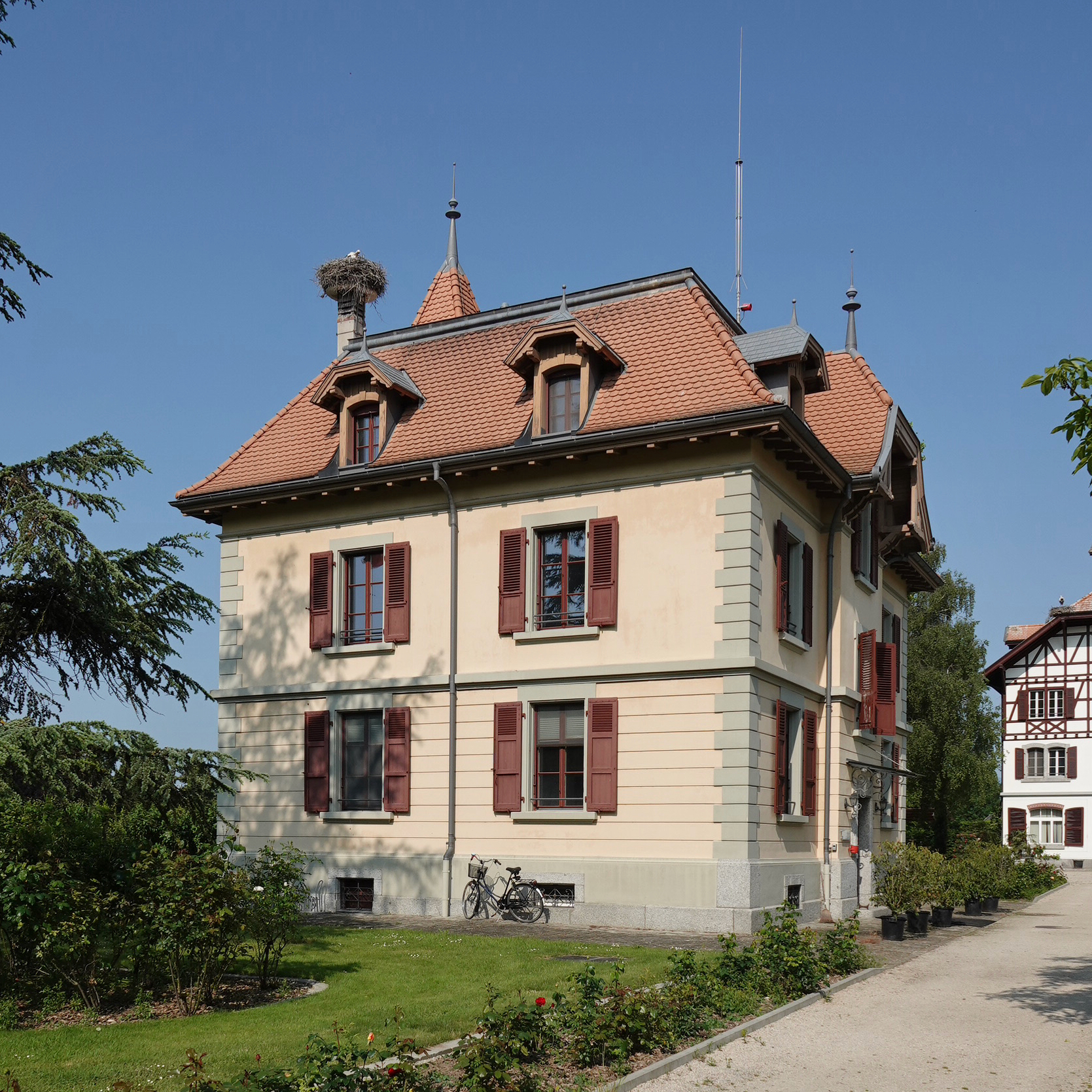
Herrenhaus
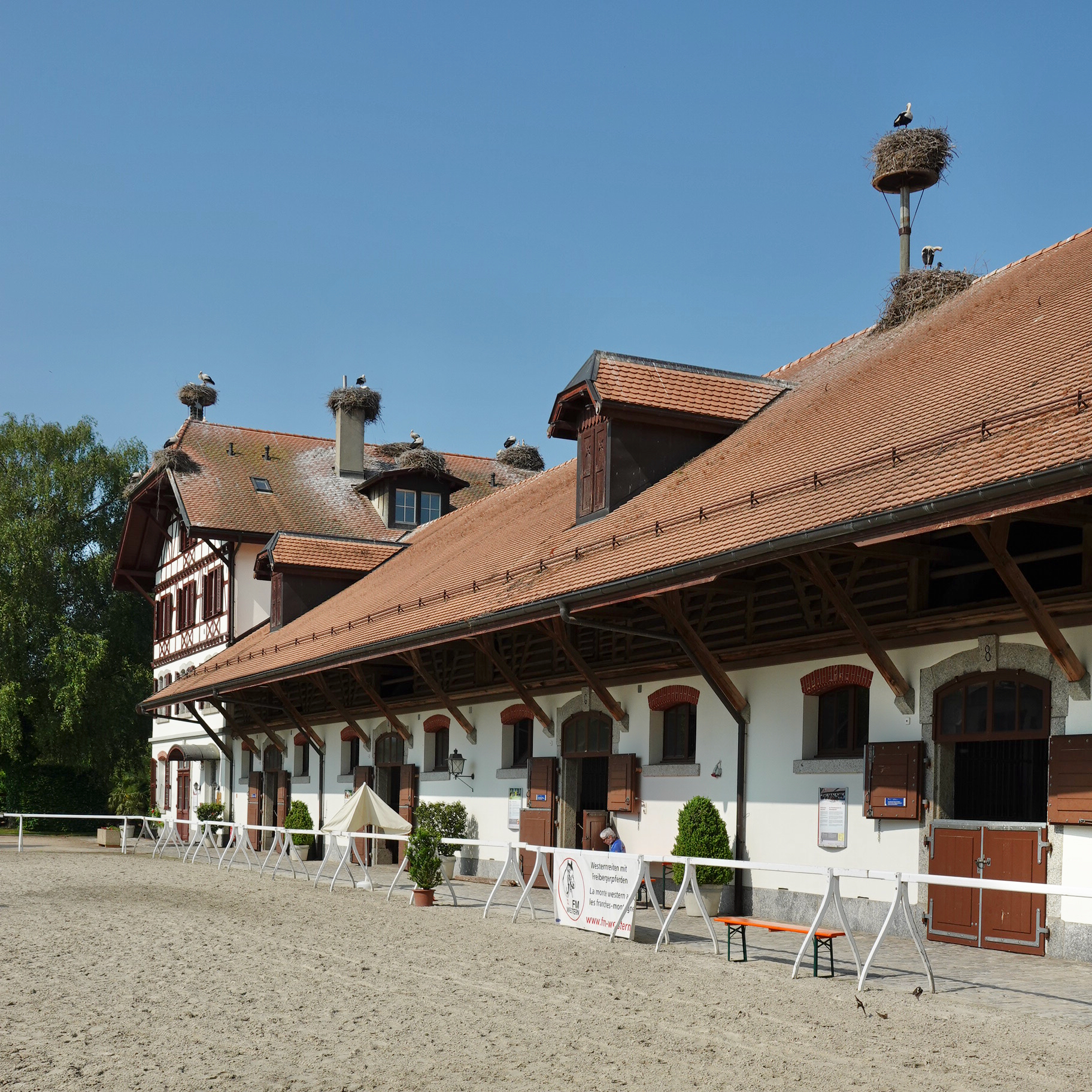
Stallungen mit Storchennestern
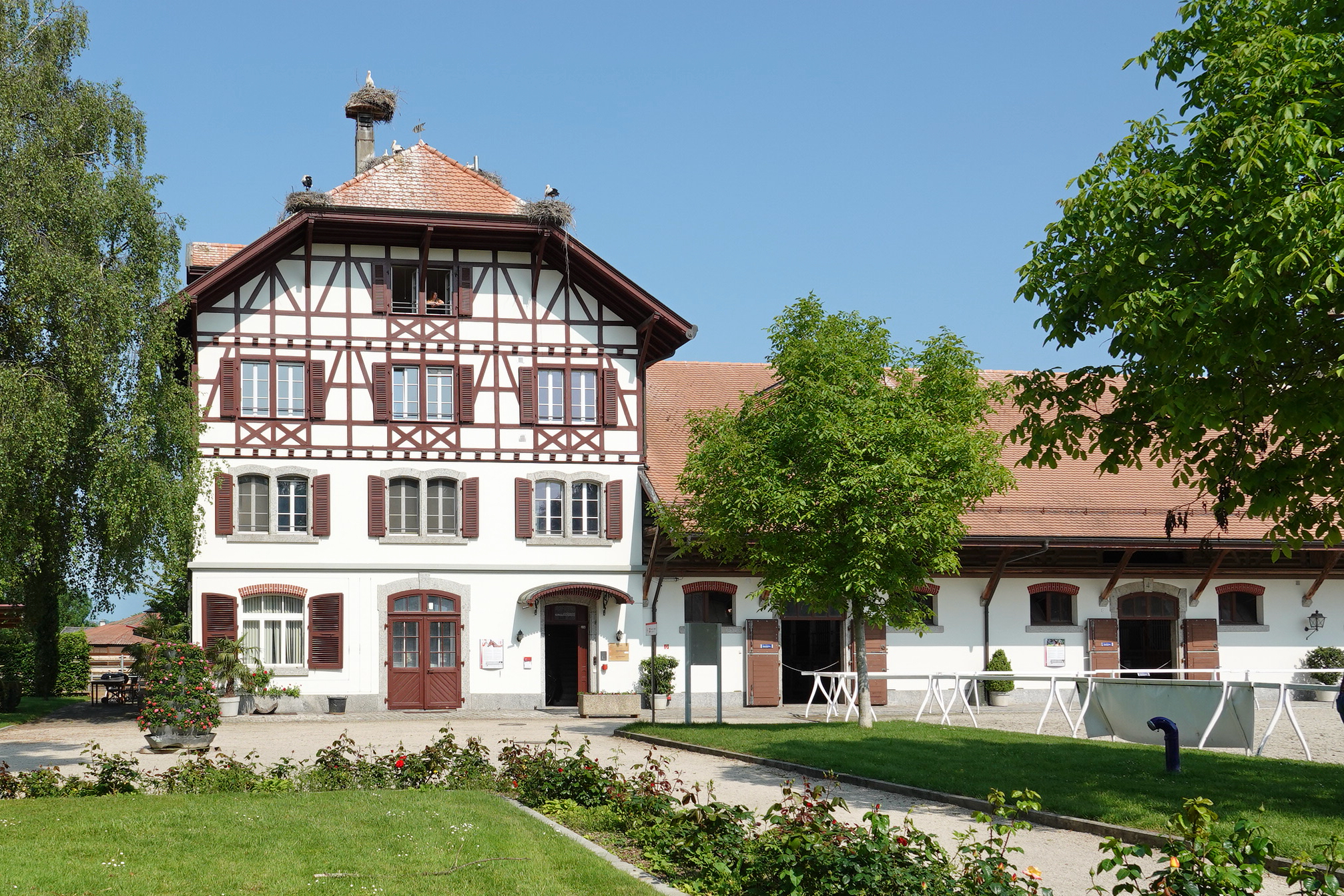
Wohnhaus mit Stallungen
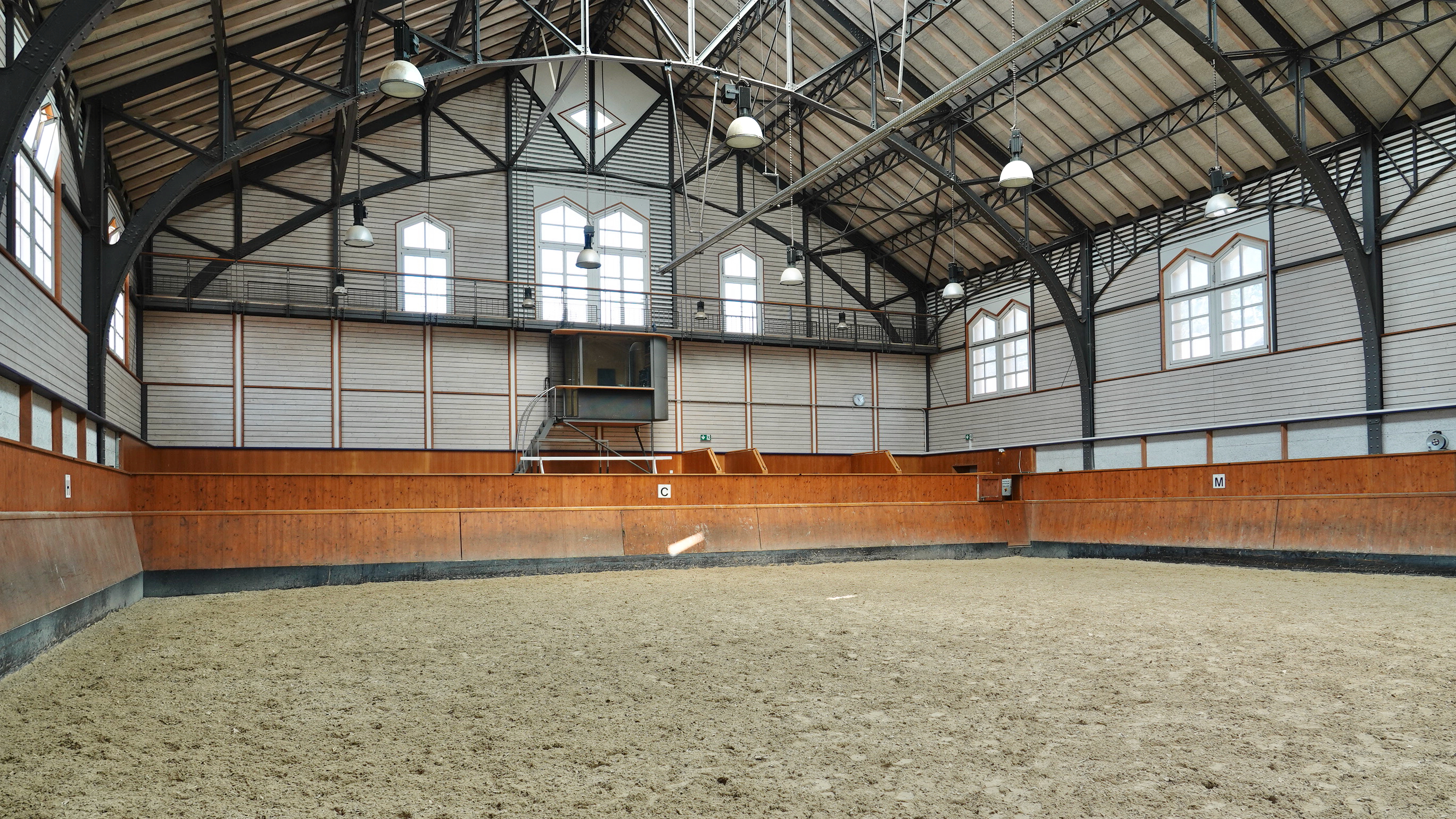
Innenaufnahme der Reithalle